# Flash anular

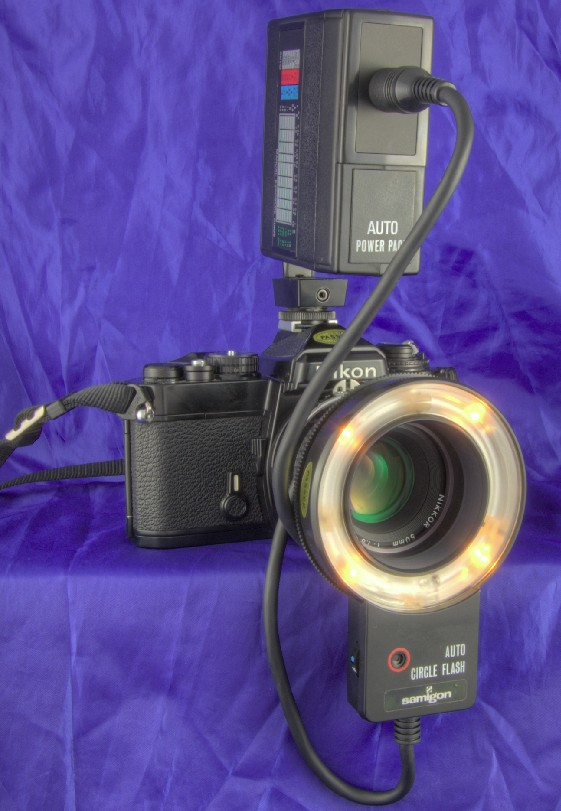
Un flash anular Samigon montado en una cámara Nikon FE. Ambas unidades, la de energía y la de flash, están conectadas por un cable.

Un flash anular es un flash fotográfico circular que se monta alrededor del objetivo de la cámara para usarlo, principalmente, en la macrofotografía. Fue inventado por Lester A. Dine en 1952 para utilizarlo en la fotografía odontológica. 

## Característica
Su característica más importante es la de proporcionar una iluminación uniforme con pocas sombras visibles en la fotografía. Esto se debe a que el origen de la luz está muy cerca del eje óptico del lente. Cuando el sujeto está muy cerca de la cámara, como en el caso de la macrofotografía, la distancia entre el flash y el eje óptico se vuelve significativa. Para objetos cercanos a la cámara, el tamaño del flash anular es importante porque la luz llega al sujeto desde mucho ángulos, algo similar a lo que se logra con un flash convencional y un difusor.

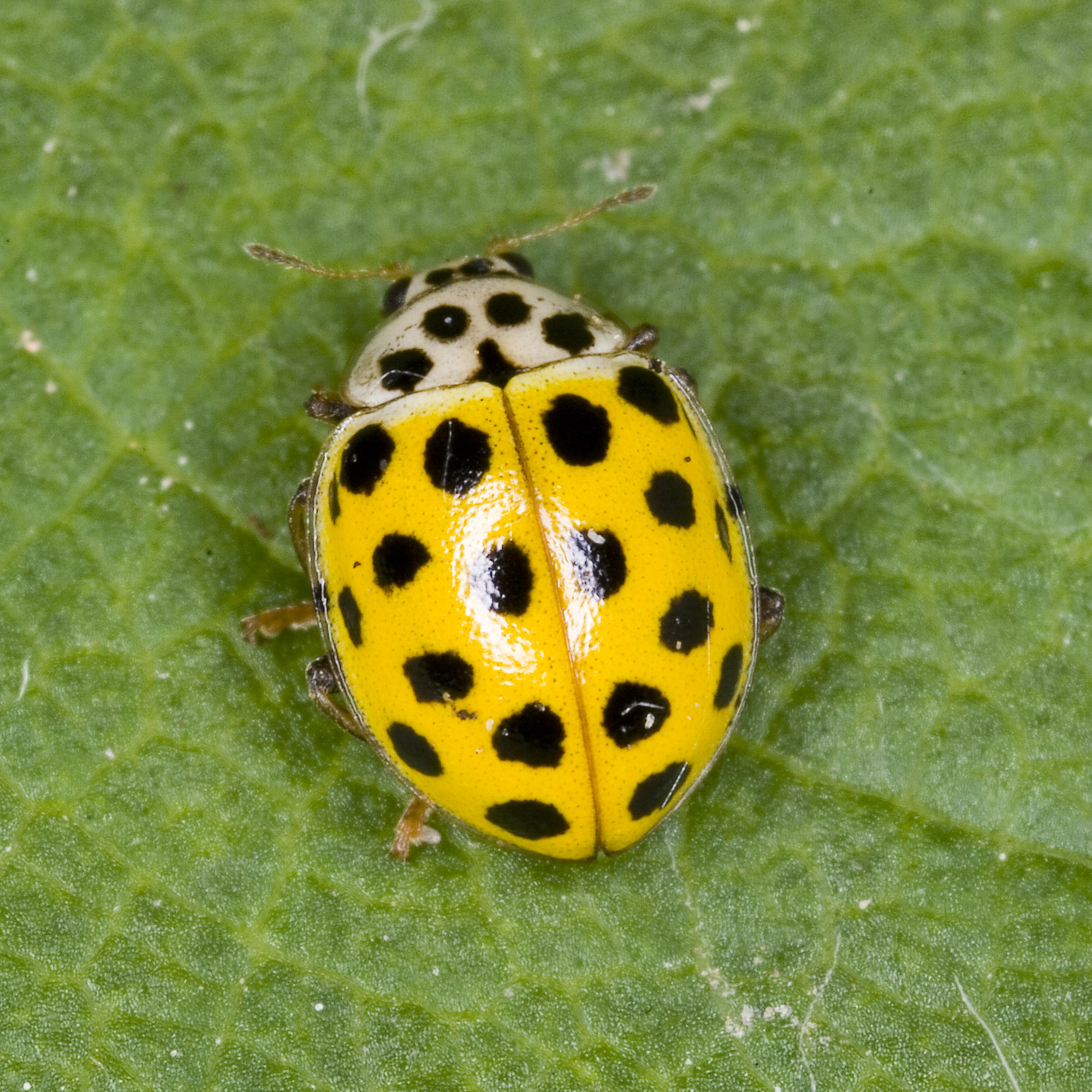
La fotografía de una mariquita, tomada usando un flash anular.

Los flashes anulares son también muy populares en los retratos y en la fotografía de modas. Además de suavizar las sombras que podrían desfavorecer a las modelos y atenuar las arrugas, la manera en que el flash circular esparce la luz le da a la piel una apariencia brillante.

## Partes
El flash anular para macrofotografía suele tener dos partes: la primera, una zapata que se instala en la salida para flashes externos de la cámara, y la segunda, una unidad de flash montada en el objetivo. La energía es suministrada por baterías ubicadas en la primera unidad, la cual está conectada al flash circular a través de un cable. Para flashes anulares más grandes, como aquellos usados en la fotografía de moda, la fuente de alimentación eléctrica puede ser una batería o un adaptador de corriente alterna. Sin embargo, algunos flashes anulares —como los fabricados por AlienBees— están construidos de tal forma que energía y luz se encuentran en una sola unidad. Dentro del flash circular puede haber uno o más tubos de flash, cada uno de los cuales puede ser encendido o apagado individualmente. También existen difusores para flashes anulares, y aunque no cuentan con una fuente de luz propia, sí pueden montarse ante el flash para transmitir la luz a un difusor con forma de anillo ubicado al frente del lente.